# Ormøy
Ormøy ist eine bewohnte Insel im Byfjord in der norwegischen Provinz Rogaland. Sie gehört zum Stadtteil Hundvåg der Stadt Stavanger.
Nördlich liegt die Insel Roaldsøy zu der über den schmalen Ormøysundet eine Brückenverbindung besteht. Über weitere Inseln besteht dadurch auch eine Verbindung zum Festland. Südöstlich Ormøyholmen, Midtholmen und Rundeholmen, westlich, getrennt durch den Steinsøyosen Steinsøy und Dynamittskjeret. Nordwestlich liegt die deutlich größere und ebenfalls dicht bebaute Insel Hundvåg.
Ormøy erstreckt sich in West-Ost-Richtung über etwa 550 Meter, bei einer Breite von bis zu 500 Metern und erreicht eine Höhe von bis zu 25 Metern. Die Insel ist weitgehend, vor allem mit höherwertiger Wohnbebauung versehen.
Nordöstlich von Ormøy befindet sich im Wasser eine archäologische Fundstelle.